# Сажки (село)
Са́жки — село в Україні, у Немирівській міській громаді Вінницького району Вінницької області. Населення становить 140 осіб.

## Історія
Відповідно до Розпорядження Кабінету Міністрів України від 12 червня 2020 року № 707-р «Про визначення адміністративних центрів та затвердження територій територіальних громад Вінницької області» увійшло до складу Немирівської міської громади.
19 липня 2020 року, в результаті адміністративно-територіальної реформи та ліквідації Немирівського району, село увійшло до складу Вінницького району.

## Транспорт
У північній частині села розташована залізнична зупинка Сажки, де зупиняється дизель-поїзд.

## Краєзнавча довідка
На західній околиці села протікає річка Мірка, яка за селом впадає в річку Устя.
Село славиться одним із Семи чудес Вінниччини — це так зване Немирівське скіфське городище, або Великі вали. Воно датоване VII–VI ст. до н.е., становлячи потужну захисну систему площею близько 100 га. Це вали заввишки 9 м і завдовжки по периметру майже 5 км. Річка Мірка ділить городище на дві нерівні частини. Майже в центрі огородженої валом площі, на високому північному березі річки, є особливе внутрішнє укріплення — так зване замчисько.
Територія городища вперше заселена в III тис. до н. е. племенами трипільської культури. Пізніше на цих теренах з’явилися скіфи-орачі, про яких писав Геродот (VII–VI ст. до н. е.), та слов’янські племена уличів (Х–ХІ ст.).
Археологічні розкопки на городищі започаткував у 1909–1910 рр. С. Гамченко. В передвоєнні роки пам’ятку досліджував Г. Смірнов, в післявоєнні — Південно-Подільська експедиція Ленінградського відділення ІА АН СРСР під керівництвом М.Артамонова. Вчені встановили, що основний вал насипаний в VI ст. до н.е. Виявлено житла-землянки, де знайдено чимало виробів з глини, кістки, рогу, бронзи та заліза. На замчиську була культова споруда — так званий «зольник», пов’язаний, ймовірно, з культом домашнього вогнища, та три поховання скіфського часу.
Уперше на Поділлі тут знайдена давньогрецька кераміка, що свідчить про торгові зв’язки місцевих племен з грецькими причорноморськими містами-державами.
У наш час тут відбувається зимовий фестиваль з лендарту «Аплікація духу» за участю українських, російських, польських та китайських митців.
На околиці села знаходиться ботанічний заказник місцевого значення Сажчанська дубина.
Під час Голодомору 1932-33 років встановлено загибель 187 мешканців села. Їхні імена оприлюднено на пам'ятнику жертвам Голодомору, який розташований на сільському цвинтарі.

## Видатні люди
- Борисюк Віктор Опанасович